# The Stage
The Stage este al șaptelea album de studio al trupei americane de heavy metal, Avenged Sevenfold, lansat pe 28 octombrie 2016 de catre Capitol Records, după un eveniment live stream de pe pagina de Facebook a trupei. Este primul album de Avenged Sevenfold care îl include pe Brooks Wackerman la baterie, care s-a alăturat trupei la sfârșitul anului 2014, dar nu a fost dezvăluit ca înlocuitor oficial al lui Arin Ilejay până la plecarea lui în 2015, deoarece formația a vrut să găsească un toboșar care s-ar "potrivi" formației. The Stage este, de asemenea, primul album al trupei care a fost lansat prin intermediul Capitol Records.

## Lista cu melodii
| Nr.             | Titlu               | Lungime |  |
| 1.              | „The Stage”         | 8:32    |  |
| 2.              | „Paradigm”          | 4:18    |  |
| 3.              | „Sunny Disposition” | 6:41    |  |
| 4.              | „God Damn”          | 3:41    |  |
| 5.              | „Creating God”      | 5:34    |  |
| 6.              | „Angels”            | 5:40    |  |
| 7.              | „Simulation”        | 5:30    |  |
| 8.              | „Higher”            | 6:28    |  |
| 9.              | „Roman Sky”         | 5:00    |  |
| 10.             | „Fermi Paradox”     | 6:30    |  |
| 11.             | „Exist”             |         |  |
| Lungime totală: | Lungime totală:     | 73:42   |  |